# Neoheterospilus curvicaudis
Neoheterospilus curvicaudis är en stekelart som först beskrevs av Sergey A. Belokobylskij 1994.  Neoheterospilus curvicaudis ingår i släktet Neoheterospilus och familjen bracksteklar. Inga underarter finns listade i Catalogue of Life.